# Bob Curtis
Bob Curtis, eigentlich Robert Leroy Curtis, (* 1. September 1925 in Leflore County, Mississippi; † 9. Dezember 2009 in Wien, Österreich) war ein Tänzer sowie Choreograf des Modern Dance und Maler. Ab den späten 1960er-Jahren wurde er zu einem der wichtigsten Vertreter der vom afrikanischen Tanz geprägten Form des zeitgenössischen Tanzes in Europa.

## Leben
Curtis, dessen Vater noch in Sklaverei geboren wurde, wuchs in Mississippi als eines von 18 Kindern einer Familie von Landwirten auf. Im Alter von 17 Jahren wurde er während des Zweiten Weltkriegs zum Militärdienst eingezogen, den er bei der US-Navy in Alaska absolvierte. Nach der Rückkehr aus dem Krieg studierte er ab 1946 an der San Francisco State University Bildende Kunst und begann seine Ausbildung zum Tänzer an der San Francisco Ballet School. Ein Stipendium führte ihn an George Balanchines School of American Ballet in New York City, wo er durch ein weiteres Stipendium auch Unterricht bei Katherine Dunham nahm, die sich speziell mit der Verbindung von afrikanischem Tanz mit dem zeitgenössischen Tanz befasste. Geld verdiente er als Modell für Fotografen. Immer, wenn er es sich leisten konnte, besuchte er auch Klassen bei Martha Graham, einer der bedeutendsten Choreografinnen des Modern Dance.
Engagements waren für afroamerikanische Tänzer in jener Zeit schwer zu bekommen. Dunham war die erste Choreografin am Broadway, die Schwarze in ihr Ensemble aufnahm. Curtis’ erste professionelle Arbeit als Tänzer war um 1952 eine Rolle in der Operette „Four Saints in Three Acts“, das am Broadway gespielt wurde und auch im Théâtre des Champs-Élysées in Paris gastierte. Entscheidend für seine weitere Entwicklung als Tänzer war aber die Arbeit mit Dunham. Sie stellte eine experimentelle Tanzgruppe zusammen und schickte sie nach Haiti, Mexiko und Kuba, um dort die traditionellen Tänze zu studieren. Als prägend sollte sich für Curtis der Aufenthalt auf Haiti erweisen, wo die Tänzer eng mit den Einheimischen zusammenlebten, und er die Tänze des Voodoo kennenlernte. Dabei konzentrierte er sich vor allem auf die Techniken der Tänze und befasste sich nicht eingehender mit den religiösen Aspekten dieser Traditionen. Aus diesen noch nahe an den afrikanischen Ursprüngen liegenden Tanzformen entwickelte er zusammen mit seiner Ausbildung in klassischem Ballett und Modern Dance nach und nach seinen eigenen Stil, den er Afro Contemporary benannte.
Nach der Studienreise mit Dunhams Gruppe schloss er sich jener von José Limón an, mit dem er durch die USA reiste. Im zweiten Jahr bei Limón beendete ein schwerer Autounfall vorerst seine Arbeit als Tänzer. Er ging nach Kuba, wo er während des früheren Aufenthalts den Choreografen des Tropicana kennengelernt hatte, um dort ein Jahr lang mit ihm zusammenzuarbeiten. 1955 reiste er mit einem Freund nach Europa, nahm bei Roland Petit in Paris das Tanzstudium wieder auf und bekam die Chance, in dessen Gruppe aufgenommen zu werden. Stattdessen entschied er sich, nach Italien zu gehen, wo er bis in die späten 1960er-Jahre als Tänzer in Fernsehshows und Musicals arbeitete.
1968 gründete Curtis gemeinsam mit Elsa Piperna die Afro Modern Dance Company und 1972 das Teatro Danza Contemporaneo di Roma, eine der ersten Bühnen für zeitgenössischen Tanz in Italien. 1975 kehrte er für zwei Jahre nach New York zurück, um in Arthur Mitchells Dance Theatre of Harlem mitzuwirken. Danach reiste er wiederum nach Rom und gründete eine neue eigene Tanzschule, die Compagnia Afro Danza, mit der er bis 1990 Tourneen durch ganz Europa veranstaltete. Daneben unterrichtete er im Rahmen von Workshops unter anderem in Österreich. Als sich das Ende der Compagnia abzeichnete nahm er das Angebot an, nach Wien zu ziehen und ab 1994 in Linz am Bruckner-Konservatorium zu unterrichten. Ab 1999 war er auch Lehrer an der Wiener Staatsoper.
In den letzten Jahren leitete Curtis weiterhin einzelne Tanz-Workshops, widmete sich verstärkt seiner zweiten künstlerischen Leidenschaft, der Malerei, und präsentierte seine Bilder in mehreren Ausstellungen.
Er wurde am Wiener Zentralfriedhof bestattet.